# توفند کاترینا

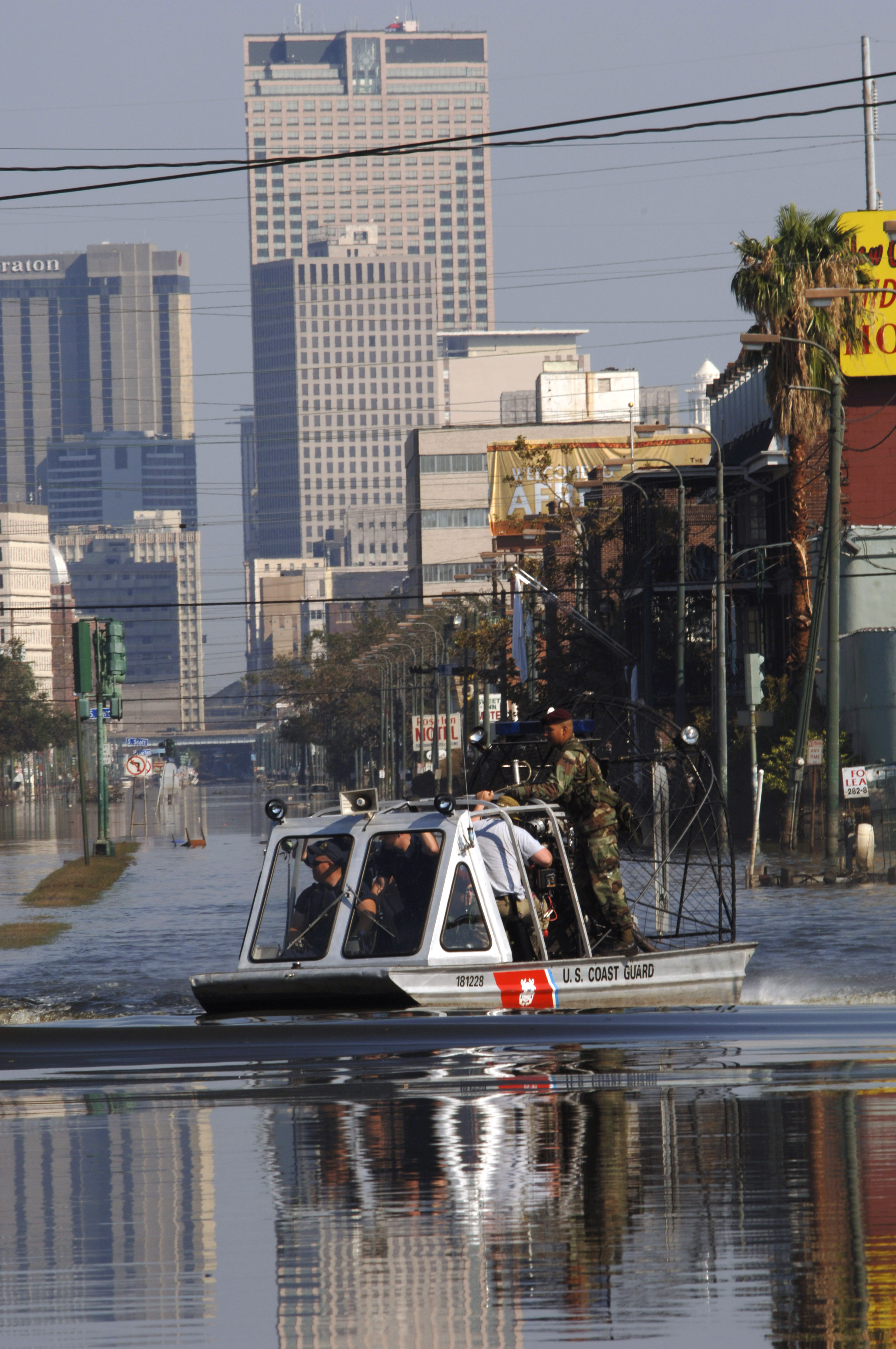
گارد ساحلی ایالات متحده آمریکا در حال گشت زنی در میان خیابانهای سیل زده شهر نیو اورلئان پس از وقوع تندباد کاترینا

توفند کاترینا (به انگلیسی: Hurricane Katrina) یکی از فاجعه‌بارترین بلایای طبیعی در ایالات متحده آمریکا بوده‌است. این توفند که در سال ۲۰۰۵ میلادی (۱۳۸۴ شمسی ) رخ داد بخشی از کرانه‌های آمریکایی خلیج مکزیک از نیواورلئان در ایالت لوئیزیانا تا موبیل در ایالت آلاباما را درنوردید و به ویرانی کشید. طوفان کاترینا در صبح ۲۹ اوت ۲۰۰۵ از دریا به خشکی رسید و باعث مرگ ۱٬۸۳۶ تن و آوارگی یک میلیون نفر شد. چنین فاجعه‌ای انسانی از زمان جنگ داخلی آمریکا در ایالات متحده دیده نشده‌است. سرعت این طوفان ۲۸۰ کیلومتر گزارش شده است.

## نگارخانه

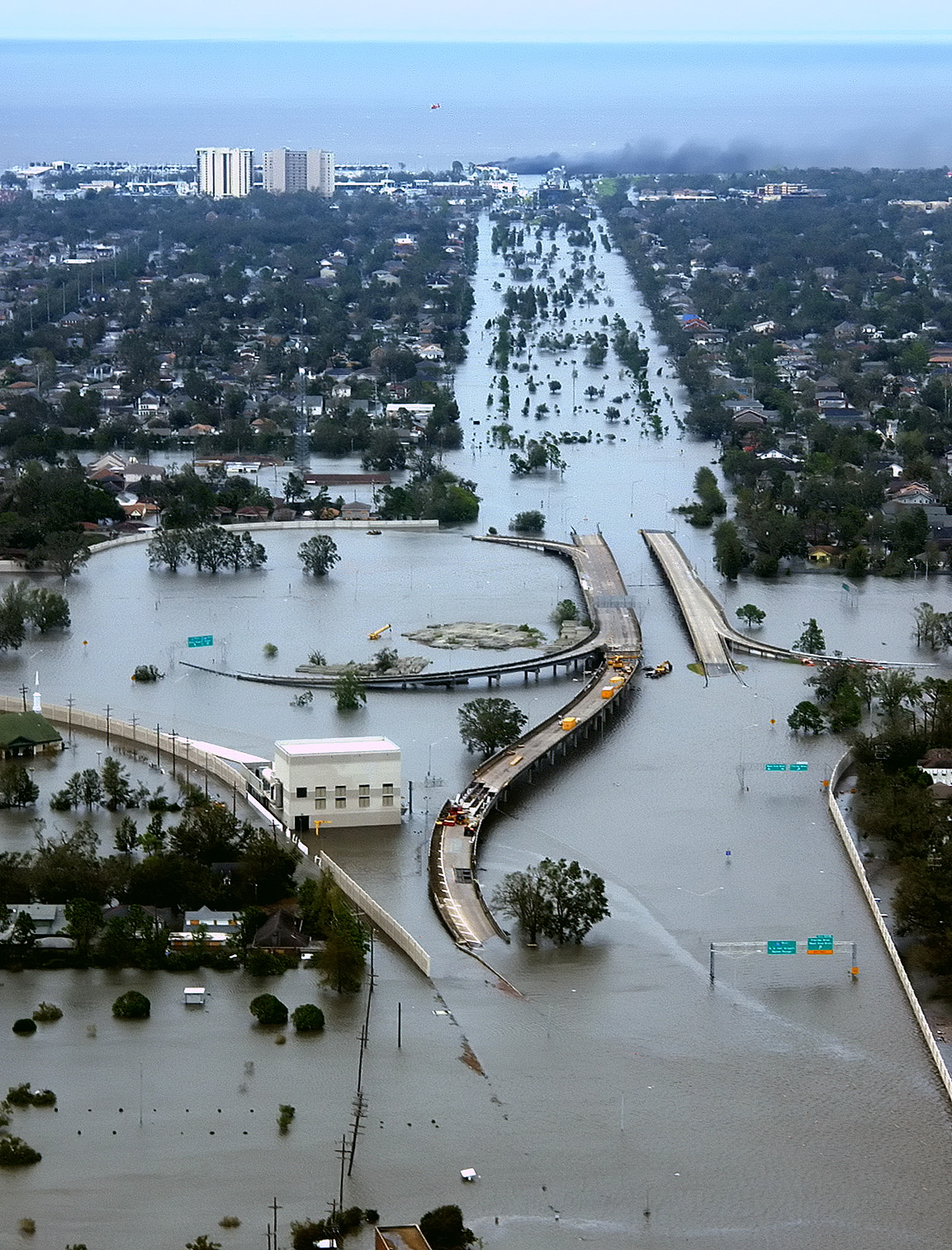
نیواورلئان، لوئیزیانا پس از توفند کاترینا (۲۰۰۵:۰۸:۲۹ ۱۷:۲۴:۲۲)، در عکس بزرگراه بین ایالتی ۱۰ در پایان غرب بلوار دیده می‌شود، که به دریاچه‌ای تبدیل شده‌است.

## وب‌گاه
- نگارخانه عکس